# Alliance Sociale
Die Alliance Sociale ist ein linksgerichtetes Koalitionsbündnis in Mauritius, das aus der Labour Party, der Mauritian Party of Xavier-Luc Duval, dem Movement Republicain - the Green Way, dem Republican Movement sowie dem Mauritian Militant Socialist Movement besteht.
Die Allianz wurde im Juli 2005 nach dem Wahlsieg im Parlament über die bisher von 2000 bis 2005 regierende Koalition von Mauritian Militant Movement (MMM)  und Militant Socialist Movement (MSM) zur Regierungspartei.
Vorsitzender der Alliance Sociale ist der derzeitige Premierminister Navin Ramgoolam, der dieses Amt bereits zwischen 1995 und 2000 bekleidete. Bei den Wahlen zur Nationalversammlung im Juli 2005 gewann sie 38 der 70 Parlamentssitze und erzielte bei den Wahlen im Mai 2010 41 der 62 Sitze.
Weitere führende Politiker der Alliance Sociale sind Vizepremierminister Ahmed Rashid Beebeejaun, der auch Minister für Energie und öffentliche Nutzenfunktionen ist, sowie der Minister für Auswärtige Angelegenheiten, Regionale Integration und Internationalen Handel Arvin Boolell.